# Новгородовский сельсовет
Новгородовский сельсовет — муниципальное образование со статусом сельского поселения в Рассказовском районе Тамбовской области.
Административный центр — село Новгородовка.

## История
В соответствии с Законом Тамбовской области от 17 сентября 2004 года № 232-З установлены границы муниципального образования и статус сельсовета как сельского поселения.
В соответствии с Законом Тамбовской области от 24 мая 2013 года № 271-З в состав сельсовета включен упразднённый Осиновский сельсовет.

## Население
| 2010 | 2012 | 2013 | 2014  | 2015  | 2016  | 2017  |
| ---- | ---- | ---- | ----- | ----- | ----- | ----- |
| 801  | ↘785 | ↘766 | ↗1096 | ↘1068 | ↘1050 | ↘1022 |
| 2018 | 2019 | 2020 | 2021  |       |       |       |
| ↘991 | ↘984 | ↘953 | ↘868  |       |       |       |

## Состав сельского поселения
| № | Населённый пункт | Тип населённого пункта       | Население |
| - | ---------------- | ---------------------------- | --------- |
| 1 | Каменные Озёрки  | деревня                      | 272       |
| 2 | Новгородовка     | село, административный центр | 529       |
| 3 | Осиновка         | село                         | 366       |
| 4 | Стахановка       | деревня                      | 8         |